# Querprofil (Strahlentherapie)

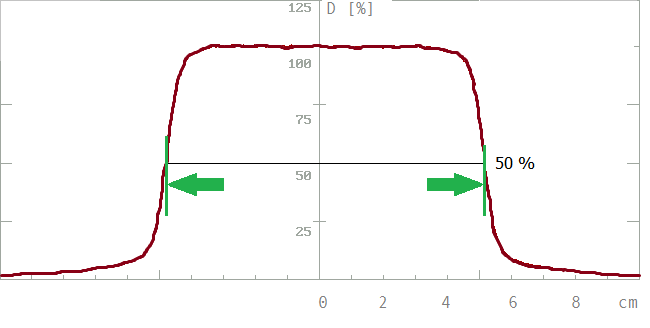
Querprofil – Bewertung der Feldgröße

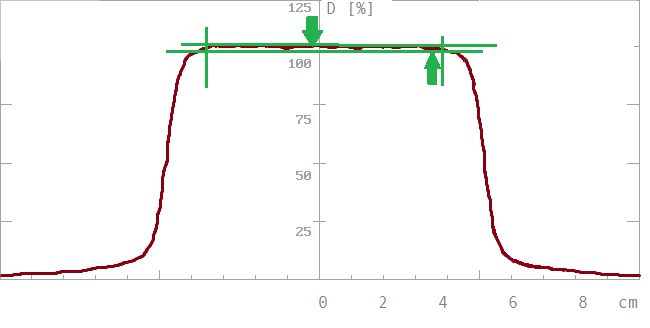
Querprofil – Bewertung der Homogenität

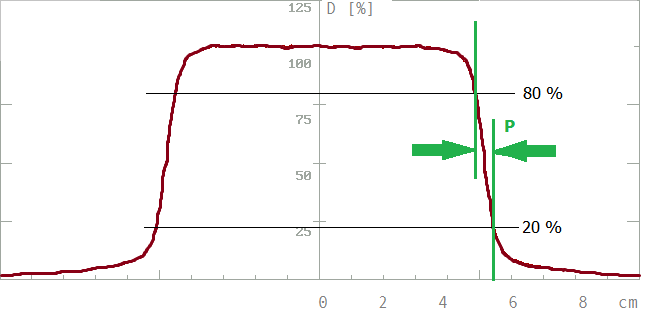
Querprofil – Bewertung des Halbschattens

Ein Querprofil zeigt im Rahmen der physikalischen Messungen an Strahlentherapiegeräten die Dosisverteilung senkrecht zum Zentralstrahl in einer bestimmten Wassertiefe.
Zur Messung von Querprofilen benutzt man ein Wasserphantom, welches auf die Rotationsachse der Strahlblenden zentriert ist. Die Messsonde des Wasserphantoms wird bei Profilmessungen horizontal bewegt. (im Ggs. zur Tiefendosiskurve)
Üblicherweise wird entlang der Geräte-Hauptebenen gemessen (sagittal und transversal, auch Inplane und Crossplane genannt) sowie diagonal zu diesen.

Aus dem gemessenen Querprofil ergeben sich die Feldgröße, seine Symmetrie und Homogenität sowie Breite des Halbschattens. Dies sind wichtige Maße für die Güte der Bestrahlungsanlage und werden darum nach der Norm DIN EN 60976 als apparative Qualitätsmerkmale definiert und von den jeweiligen Geräte-Herstellern angegeben. Weitere wichtige Kriterien sind die Stabilität des Querprofils unter Gerätebewegung und das maximale Energiedosisverhältnis in bestimmter Messtiefe.

Querprofile werden gemessen zur Gewinnung von Daten bei der klinischen Verwendung von Bestrahlungsplanungssystemen. Bei den vorgeschriebenen regelmäßigen Konstanzprüfungen werden unter anderem die gerechneten Querprofile mit den gemessenen verglichen.
Unabhängig vom Gerät hängt die Form des Querprofils vom Fokus-Oberflächen-Abstand, der Messtiefe, der Feldgröße, Art und Energie der Strahlung ab.
Die standardisierte Messtiefe für Querprofile des Röntgenstrahlenbündels beträgt 10 cm.

Das am Target des Linearbeschleunigers erzeugte Strahlenbündel (Elektronen werden zu Röntgenbremsstrahlung) ist in seinem Inneren intensiver als außen. Wenn ein homogenes Feld gebraucht wird, muss es innen abgeschwächt werden; beispielsweise durch einen Ausgleichskörper. Ideal wäre ein radialsymmetrisches und völlig homogenes Strahlenbündel, dessen Energiedosis an jeder Stelle des Bestrahlungsfeldes gleich wäre.

## Qualitätsmerkmale
- Die Feldgröße ist definiert als Abstand der Punkte mit 50 % der in der Feldmitte gemessenen Energiedosis. Je weiter in der Tiefe man misst, desto breiter wird das Strahlenbündel, da es sich divergent im Raum ausbreitet. Ein Querprofil in bestimmtem Fokusabstand zeigt, ob die tatsächliche Feldgröße mit der gewählten Einstellung übereinstimmt.
- Die Homogenität beschreibt im ausgeglichenen Bereich (z. B. 8 cm innerhalb eines 10 cm großen Feldes) das Verhältnis von höchstem und niedrigstem Dosiswert in Prozent. (Dmax – Dmin) / (Dmax + Dmin); im Idealfall 0 %. Eine andere Bewertungsmethode ist es, den Wert auf die Dosis im Zentrum zu beziehen: (Dmax – Dmin) / D0
- Symmetrie wird wie Homogenität angegeben, wobei aber jeweils symmetrisch zur Feldmitte liegende Kurvenpunkte betrachtet werden. Eine andere Bewertungsmethode ist es, die Flächeninhalte der Profilhälften ins Verhältnis zu setzen.
- Die Breite der Halbschatten (auch Penumbra genannt) beidseits des Querprofils ist ein weiteres wichtiges Qualitätskriterium. Er entsteht durch Strahlstreuung im durchstrahlten Medium, aber auch Geräteeigenschaften wie Fokussierung des Strahls am Target und die Geometrie der Blenden beeinflussen den Halbschatten. Nach Norm ist der Halbschatten definiert als Abstand der Punkte mit 80 % und 20 % Dosis.

Für Elektronenfelder gelten hiervon leicht abweichende Festlegungen.